# 285
285 (CCLXXXV) je bilo navadno leto, ki se je po julijanskem koledarju začelo na četrtek.

## Dogodki
- Dioklecijan razdeli rimski imperij na vzhodni in zahodni del.